# Hemipilia kwangsiensis
Hemipilia kwangsiensis är en orkidéart som beskrevs av Tang, Fa Tsuan Wang och Kai Yung Lang. Hemipilia kwangsiensis ingår i släktet Hemipilia och familjen orkidéer. Inga underarter finns listade i Catalogue of Life.